# NGC 7473
NGC 7473 is een lensvormig sterrenstelsel in het sterrenbeeld Pegasus. Het hemelobject werd op 6 september 1863 ontdekt door de Duitse astronoom Albert Marth.

## Synoniemen
- UGC 12335
- MCG 5-54-30
- ZWG 496.38
- PGC 70373